# Свети Иларије
Свети Иларије (фр. Hilaire de Poitiers; 315—367) је хришћански светитељ и учитељ цркве. Био је епископ у галском граду Поатјеу и истакнути богослов запада. Због свог чврстог став у борби против аријанства, прозван је „Атанасије Запада“ (по угледу на Атанасија Александријског).
Према Јерониму Стридонском, рођен је у граду Поатјеу у Аквитанији у другој деценији IV века. Потекао је из аристократске породице, тако да је добио класично образовање, и у младости се посветио проучавању филозофије. По предању читање Новог завета, посебно Јеванђеља по Јовану, га је инспирисала да се крсти и прими хришћанство.
Године 350. изабран је за епископа у родном граду, иако је до тада у браку. У спору око аријанске јереси одлучно је стао на страну Атанасија Александријског, и активно се супротставио следбеницима аријанства. Због тога је био протеран, од стране цара Констанција II, у Малу Азију.
У периоду од 356. до 359, Иларијев најзначајнији богословски рад је расправа „О Тројству“, посвећена доказу о божанству Сина, затим есеј „О саветима“.
Године 360. Иларије је затражио од цара Констанца дозволу да учествује у новом Цариградском сабору али му је он то одбио. Ипак, 361. године Иларију је дозвољено да се врати у Галију, где је наставио своју борбу против разних изданака аријанске јереси.
Свети Иларије је умро 13. јануара 367. године.
Православна црква прославља светог Иларија 14. јануара по јулијанском календару.